# El Curo (Tumbes)
El Curo es una localidad peruana ubicada en el distrito de Canoas de Punta Sal, perteneciente a la provincia de Contralmirante Villar del departamento de Tumbes, al norte del Perú. 

## Ubicación
El Curo se ubica al oeste de la provincia de Contralmirante Villar, en el distrito de Canoas de Punta Sal, en el departamento de Tumbes.

## Demografía
En 2017 El Curo tenía una población de 16 habitantes.